# Iván Anderson
Iván Alejandro „Colocho” Anderson Hernández (ur. 24 listopada 1997 w mieście Panama) – panamski piłkarz występujący na pozycji prawego obrońcy, reprezentant Panamy, od 2025 roku zawodnik honduraskiego Marathónu.